# زنبق طلایی
زنبق طلایی (نام علمی: Iris xanthospuria) نام یک گونه از سرده زنبق است.